# The Hillz
The Hillz ist ein US-amerikanischer Spielfilm von Saran Barnun aus dem Jahr 2004.

## Handlung
Am Wochenende vor ihrem Highschool-Abschluss stehlen Steve 5, Duff, Seb und T, reiche Söhne aus dem Nobelviertel The Hillz, gelangweilt mal wieder Kleinigkeiten in einem Lebensmittelladen.  Auf der Suche nach jemandem, der den Minderjährigen Alkohol kauft, treffen sie auf Heather Smith und ihren Freund Todd, der sie abweist. Steve ist seit langer Zeit in Heather verliebt, doch zeigt sie kein Interesse an ihm. Wie so häufig wird die Clique von der Polizei kontrolliert und dabei auch von ihrem ehemaligen Mitschüler Martin, der nun bei der Polizei ist, drangsaliert. Später geht die Clique auf eine Party, auf der der aggressive Duff eine Waffe findet. Seb und T werden rausgeworfen, nachdem sie sich schlecht benommen haben. Dabei erwartet sie erneut die Polizei und Martin findet Spaß daran, auf Seb zu urinieren. Der schwört Rache. Während Steve mal wieder bei Heather ist, um sie von seiner Liebe zu überzeugen – sie gibt ihm ein Jahr, um es zu etwas zu bringen und sie erneut um ihre Meinung zu fragen – geraten Duff, Sebb und T beim Drogenkauf in eine Falle, was Duff löst, indem er alle Feinde erschießt. Wenig später entführen T und Duff Martin, misshandeln ihn und erschießen ihn.
Ein Jahr später kehrt Steve nach The Hillz zurück. Er ist inzwischen College-Student, erfolgreicher Baseballer und wird in Kürze seinen Wehrdienst antreten. Er trifft auf Duff, T und den neuen in der Gruppe, J. J.; Seb hat sich von der Gruppe losgesagt und arbeitet inzwischen in einer Pizzeria. Duff und die anderen leben gut vom Drogenhandel und dem Verkauf gestohlener Motorräder. Steve hofft, dass er nach einem Jahr nun Chancen bei Heather hat, doch ist die immer noch mit Todd zusammen. In den nächsten Tagen erschießen Duff und seine Freunde unter anderem den drogenabhängigen Spangler, der ihnen Geld schuldet, woraufhin sein Bruder Rache schwört. Seb willigt ein, einen Abend mit der Clique zu verbringen, wird jedoch bei einer verbalen Auseinandersetzung der Clique mit Koreanern erschossen. Bei der Trauerfeier treffen sich Steve und Heather wieder, die andeutet, dass er nie hätte gehen sollen. Steve bemerkt, dass Heather von Todd geschlagen wird. Zusammen mit Duff sucht er Todd auf und erschießt ihn. Sebs Chef Scott erweist sich unterdessen als Undercover-Polizist, der den Mord an Martin aufklären soll. Er verhaftet J. J., der gegen Duff aussagt. Auch Spanglers Bruder weiß inzwischen, dass Duff und seine Kumpane seinen Bruder ermordet haben. Er erscheint in Duffs Haus, trifft jedoch nur T an, den er erschießt. Spanglers Bruder wird schließlich von Scott, der Duffs Haus stürmt, erschossen. Steve und Duff sind währenddessen mit dem Auto unterwegs. Steve plant seine Zukunft bei der Army und motiviert Duff, mehr aus seinem Leben zu machen. Kurz darauf wird ihr Wagen von zwei Jugendlichen beworfen. Beide rennen den Jungen nach, werden von ihnen mit gezogenen Waffen erwartet und erschossen.

## Produktion
The Hillz wurde mit einem Budget von rund 62.000 Dollar in Los Angeles gedreht. Paris Hilton und Jason Shaw, die im Film ein Paar spielen, waren bis 2003 tatsächlich liiert gewesen.
Der Film lief am 25. Juni 2004 auf dem Boston International Film Festival und kam am 8. März 2005 in den USA auf DVD heraus. In Deutschland erschien der Film am 13. Februar 2008 direkt auf DVD.

## Kritik
Der film-dienst nannte The Hillz eine „Möchtegern-Komödie über das Leben der Reichen und Gelangweilten, die bestenfalls unfreiwillig komisch ist.“ Die Neue Kronen-Zeitung konzentrierte sich vor allem auf Paris Hiltons Auftritt: „In ‚The Hillz‘ spielt sie das, was sie ohnehin am besten kann: ein verwöhntes, reiches Töchterchen, das sich nicht entscheiden kann, welchen College-Buben sie sich krallen soll.“